# Kawasaki VN 1500
Kawasaki VN 1500, také označovaná jako Kawasaki Vulcan 1500, je motocykl kategorie cruiser, vyvinutý firmou Kawasaki. Byl vyráběn od roku 1987 do roku 2008.
Původně byla vybaveno pouze čtyřstupňovou převodovkou, později je převodovka pětirychlostní. Technické parametry se v průběhu výroby měnily.

## Technické parametry
- Rám: dvojitý kolébkový ocelový
- Suchá hmotnost: 242–292 kg
- Pohotovostní hmotnost:
- Maximální rychlost: 167–185 km/h
- Spotřeba paliva:

## Galerie

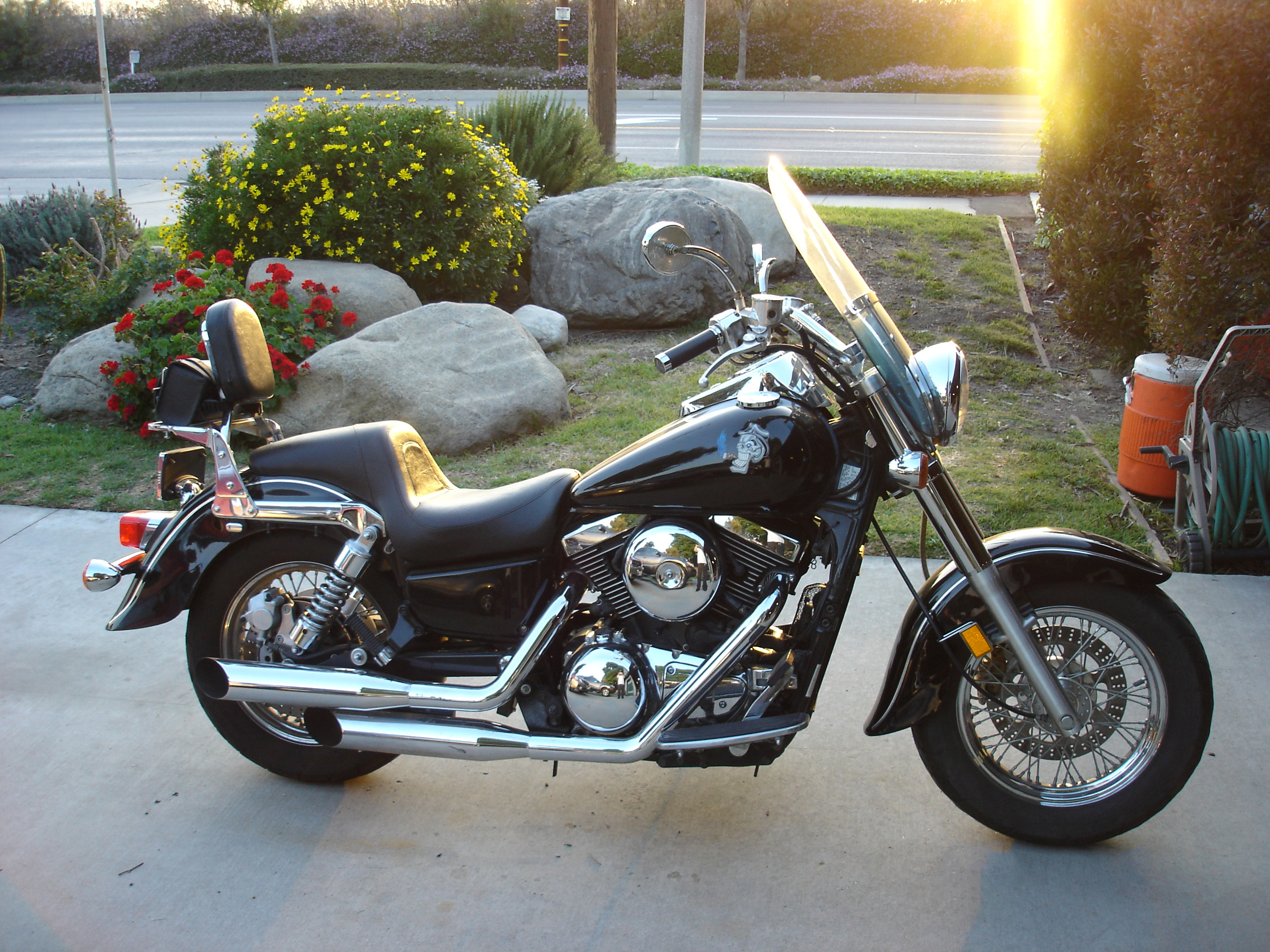
Kawasaki VN 1500 (2000)
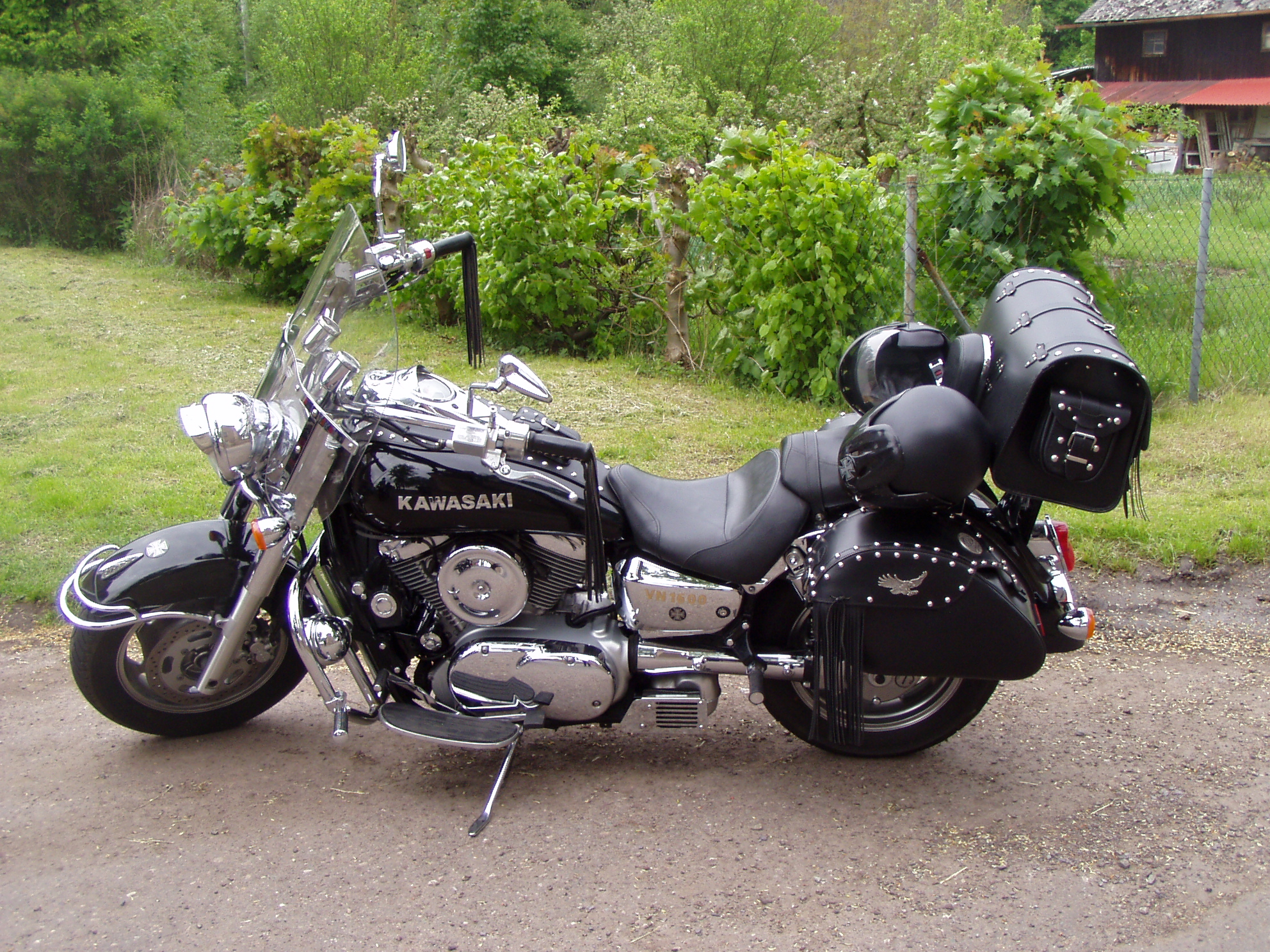
Kawasaki VN 1500